# Mydaea jubiventera
Mydaea jubiventera este o specie de muște din genul Mydaea, familia Muscidae, descrisă de Feng și Deng în anul 2001.
Este endemică în Sichuan. Conform Catalogue of Life specia Mydaea jubiventera nu are subspecii cunoscute.